# Alpoyeca
Alpoyeca (del náhuatl: atl, poyec, ca ‘agua, salado, lugar’‘Lugar de agua salada’) es una población del estado mexicano de Guerrero. Es cabecera del municipio homónimo y se ubica al noreste del estado en la región de la Montaña a unos 196 km aproximadamente de la ciudad de Chilpancingo de los Bravo, capital del estado.

## Toponimia
El nombre de esta localidad es de origen náhuatl y se deriva de los vocablos atl (agua) y poyec (salado) y ca (lugar) lo que se puede traducir como lugar de agua salada o salobre.

## Reseña histórica
En la época prehispánica, Alpoyeca fue conquistado en 1415 por el emperador mexica Moctezuma Ilhuicamina y de nueva cuenta reconquistado en 1486 por Tízoc, este sacrificó a varios de sus habitantes al inaugurarse el templo Mayor de Tenochtitlan. Durante el imperio del tlatoani Axayácatl, Alpoyeca perteneció a la provincia tributaria de Tlapa. 
Luego de que San Luis Ixcateopan, uno de los 38 municipios que constituyeron al estado de Guerrero al erigirse en 1849, dejara de serlo el 1 de enero de 1886 según el decreto N.º 46 firmado por el entonces gobernador del estado Francisco O. Arce, los poderes del municipio de Ixcateopan fueron trasladados a la población de Alpoyeca.

## Demografía

### Población
Según los datos que arrojó el II Censo de Población y Vivienda realizado por el Instituto Nacional de Estadística y Geografía (INEGI) con fecha censal del 12 de junio de 2010, el municipio de Alpoyeca contaba hasta ese año con un total de 3 874 habitantes, de dicha cantidad, 1 822 eran hombres y 2 052 eran mujeres.

## Cultura

### Tradiciones y sitios de interés
Dentro de sus monumentos arquitectónicos destaca la parroquia de San Bartolomé por su antigüedad, cuya imagen en su interior es apreciada por cientos de feligreses de la región. Entre las fiestas populares del lugar, destaca la ceremonia del 24 de agosto, día de San Bartolomé, dicho santo es homenajeado como el santo patrón del lugar, con danzas y música típica del lugar.

## Transporte

### Autobuses de Pasajeros
Llegan varias líneas de autobuses a Alpoyeca y son las siguientes
| Líneas de Autobuses      | Destinos                                      |
| ------------------------ | --------------------------------------------- |
| Autobuses SUR            | Terminal de Autobuses de Pasajeros de Oriente |
| Autos Pullman de Morelos | Terminal Central de Autobuses del Sur         |
| Autobuses Altamar        | Terminal Central de Autobuses del Sur         |